# M-401
Il sommergibile M-401 (Progetto 95 in Unione Sovietica) è stato un battello sperimentale entrato in servizio nella seconda metà degli anni quaranta con la VMF sovietica. Venne utilizzato per le prove del sistema propulsivo AIP, e definitivamente radiato alla fine degli anni cinquanta.

## Storia

### Sviluppo
Il sommergibile M-401 venne utilizzato come banco prova per il primo sistema propulsivo AIP, che fu sviluppato presso il CKB-18 grazie al lavoro di S.A. Basilevskiy. Lo sviluppo del battello fu avviato nel 1938 in un ufficio tecnico sotto il controllo dell'NKVD, e venne impostato presso il Cantiere Navale 196, a San Pietroburgo, il 16 novembre dell'anno successivo. Il sommergibile fu varato il 1º giugno 1941, e poco dopo venne trasferito via fiume presso il Cantiere Navale 112, a Nižnij Novgorod. Sempre nel 1941, venne trasferito nella città di Baku, sul Mar Caspio, dove fu completato tre anni dopo. Dopo essere stato sottoposto ad una serie di prove, entrò in servizio nel 1946, l'anno dopo la fine della seconda guerra mondiale.

### Impiego
Durante le prove, il battello effettuò nel Mar Caspio 74 crociere. Di queste, ben 68 furono in immersione, durante le quali effettuò 665 km in modalità AIP.
Con lo scopo di proseguire le ricerche su questo tipo di propulsione, l'M-401 nel 1948 fu trasferito nuovamente a San Pietroburgo via fiume, dove fu inquadrato nella Flotta del Baltico. Rimase in servizio fino al 1959, quando venne trasformato in monumento e sistemato nella città di Kronštadt.